# Ignacio Noé
Ignacio Noé (Buenos Aires, 27 de janeiro de 1965) é um famoso ilustrador e quadrinista argentino.
Geralmente conhecido simplesmente como Noé, é um artista em uma ampla gama de gêneros gráficos, trabalhando em quadrinhos, livros infantis, ilustração de revistas e quadrinhos eróticos, em um estilo que utiliza mídia digital e tradicional. Suas obras incluem "The Piano Tuner", "Ship of Fools" e mais notavelmente "The Convent of Hell".
Noé também ministra oficinas de pintura voltadas para o campo da ilustração.